# Kheyr on-Nessa Beygom
Kheyr on-Nessa Beygom ou Mahd-e Olya (morte le 26 juillet 1579) fut l'épouse de Muhammad Khudabanda, le quatrième Chah de la dynastie séfévide, et la mère d'Abbas Ier. Au début du règne de Khudabanda, la réalité du pouvoir était exercée par elle et elle fut la souveraine de fait de l'État séfévide de février 1578 au juillet 1579. Elle vient d'une famille de Tabarestan de culture mazandarani. Son père fut un des dignitaires de la dynastie des Marachides. Son mariage avec Muhammad Khudabanda fut conclu afin d'obtenir une relation plus étroite entre le gouvernement de Tabarestan (les Marachides) et le gouvernement d'autres régions d'Iran (les Séfévides).